# Dannebrogspladsen
Dannebrogspladsen, også kaldet "Moses Plads" efter arkitekten Morten "Moses" Høyer fra arkitektfirmaet Arkitekterne Bjørk & Maigaard ApS, er beliggende Dannebrogsgade 58, 9000 Aalborg på hjørnet af Dannebrogsgade og Kastetvej i Aalborg Vestby. 
Moses Plads blev i 2016 præmieret af Aalborg Kommune.